# Dème d'Iráklia (Árta)
Le dème d'Iráklia, en grec moderne : Δήμος Ηρακλείας / Dímos Irakías, est un ancien dème du district régional d'Árta, en Épire, Grèce. En 2010, il est fusionné au sein du dème de Geórgios Karaïskákis.
Selon le recensement de 2011, la population du dème compte 5 780 habitants.